# Tim Smyczek
Tim Smyczek (n. Milwaukee, Estados Unidos; 30 de diciembre de 1987) es un extenista estadounidense profesional retirado en el 2019.

## Carrera
Comenzó a jugar tenis a los tres años cuando su hermano mayor comenzó a tomar clases de tenis.  Su padre, Phil es ingeniero, la madre, Jan, trabaja en una tienda de tenis. Su hermano, Alec, es un abogado, la hermana, Lauren, es una estudiante de posgrado. Su superficie favorita son las pistas duras y su tiro el revés. Su torneo favorito es los Abierto de Estados Unidos. Le gusta jugar al golf y si no fuera jugador de tenis, le habría gustado ser jugador de golf.
Su clasificación individual más alto logrado en el ranking mundial ATP, fue el n.º 73 el 11 de noviembre de 2013. Mientras que en dobles alcanzó el puesto n.º 160 el 24 de febrero de 2014.
En 2011, llegó a los cuartos de final del Torneo de San José perdiendo con Gael Monfils. Smyczek volvió a clasificar en 2012 pero perdió en primera ronda ante Gilles Muller.

En 2012, se clasificó al US Open 2012, llegando a la segunda ronda y perdiendo ante Kei Nishikori —preclasificado N.º 17— por 2-6, 2-6, 4-6.
Hasta el momento ha obtenido 5 títulos de la categoría ATP Challenger Series, tres de ellos fueron en la modalidad de individuales y los otros dos en dobles.
Se retiró en el 2019.

## Títulos; 6 (4 + 2)
| Leyenda                        | Individuales | Dobles |
| ------------------------------ | ------------ | ------ |
| Grand Slam (tenis)\|Grand Slam | 0            | 0      |
| ATP World Tour Finals          | 0            | 0      |
| ATP World Tour Masters 1000    | 0            | 0      |
| ATP World Tour 500 Series      | 0            | 0      |
| ATP World Tour 250 Series      | 0            | 0      |
| ATP Challenger Series          | 4            | 2      |

### Individuales
| N.º | Fecha      | Torneo                    | Superficie | Oponentes en la final | Resultado       |
| --- | ---------- | ------------------------- | ---------- | --------------------- | --------------- |
| 1.  | 07.04.2012 | Challenger de Tallahassee | Dura       | Frank Dancevic        | 7:5 ret.        |
| 2.  | 17.11.2012 | Challenger de Champaign   | Dura (i)   | Jack Sock             | 2:6, 7:61, 7:5  |
| 3.  | 10.11.2013 | Challenger de Knoxville   | Dura (i)   | Peter Polansky        | 6:4, 6:2        |
| 4.  | 08.02.2015 | Challenger de Dallas      | Dura (i)   | Rajeev Ram            | 6:2, 4:1 retiro |

### Dobles

#### Títulos
| N.º | Fecha      | Torneo                        | Superficie | Compañero        | Oponentes en la final        | Resultado        |
| --- | ---------- | ----------------------------- | ---------- | ---------------- | ---------------------------- | ---------------- |
| 1.  | 27.04.2008 | Challenger de Baton Rouge     | Dura       | Phillip Simmonds | Ryan Harrison Michael Venus  | 2:6, 6:1, [10:4] |
| 2.  | 03.11.2013 | Challenger de Charlottesville | Dura (i)   | Steve Johnson    | Jarmere Jenkins Donald Young | 6:4, 6:3         |

#### Finalista ATP
| N.º | Fecha      | Torneo            | Superficie | Compañero      | Oponentes en la final                | Resultado         |
| --- | ---------- | ----------------- | ---------- | -------------- | ------------------------------------ | ----------------- |
| 1.  | 15.07.2013 | Torneo de Newport | Hierba     | Rhyne Williams | Nicolas Mahut Édouard Roger-Vasselin | 7:64, 2:6, [5:10] |